# Oxenfree
Oxenfree est un jeu vidéo d'aventure surnaturelle développé et édité par Night School Studio. Le jeu est sorti sur Windows, Mac, Linux PlayStation 4, Xbox One, Nintendo Switch, Android et iOS

## Synopsis
Un groupe de jeune gens ouvre involontairement le portail qui libère les spectres.

## Système de jeu
Ce jeu est en 2D et en 16 bits.

## Accueil
- Destructoid : 9/10[1]
- Electronic Gaming Monthly : 7,5/10[2]
- Game Informer : 7,75/10[3]
- Game Revolution : 4/5[4]
- Gameblog : 8/10[5]
- Gamekult : 7/10[6]
- GameSpot : 8/10[7]
- IGN : 8,2/10[8]
- PC Gamer US : 83 %[9]
- Polygon : 7/10[10]